# あがり一丁!
『あがり一丁!』（あがりいっちょう）は、1976年4月16日から同年10月8日まで日本テレビ系列の「金曜劇場」（毎週金曜21:00 - 21:54）の枠で放映されたテレビドラマ。

## 内容
東京・浅草の寿司屋「勢（いきおい）ずし」を主な舞台として繰り広げられる下町人情コメディー。
勢ずしは、事業に手を出して失敗した主人の鈴木幸三が5年前に夜逃げ同然に家を出たまま蒸発したうえ、板前の政も危篤に陥り、この知らせを聞いて幸三の息子の鉄夫が帰って来た。鉄夫は気は無限に良くお人好しだが、いささか単細胞で直情径行なところがあって喧嘩っ早いことからグレて幸三に勘当され、12年間家を出て流れ職人となっていた。今の勢ずしは惨憺たるもので、政を頼りに母・千代子と妹・しのぶが何とか切り盛りしてきたが、その頼り手もいなくなり、幸三の残した借金に追われて人手に渡る寸前の状態であった。そんな破産寸前の勢ずしとその家族を背負い、八方破れに生きる鉄夫を中心に描く。
主演の松方弘樹は弟の目黒祐樹と共演しているほか、父の近衛十四郎とも第11話でテレビ初の親子共演を果たした。

## キャスト
- 鈴木鉄夫：松方弘樹
- 鈴木千代子（鉄夫の母）：淡島千景
- 鈴木幸三（鉄夫の父）：伴淳三郎
- 鈴木良二：石橋正次
  - 鉄夫の弟。司法試験合格目指して勉強中。
- 鈴木しのぶ（鉄夫の妹）：水沢アキ
- 百合子（鉄夫の妹で甚平の妻）：結城美栄子
- 甚平：谷啓
  - 屋台を営む、鉄夫の義兄。
- 安男（百合子の長男）：鈴木政晴
- 亀一（巡査、幸三の親友）：由利徹
- 亀一の妻：赤木春恵
- 坂本洋一郎：目黒祐樹
  - 勢ずしの常連客。
- 坂本マリ子（洋一郎の娘）：斎藤ゆかり
- 板前・政：中村公三郎
- 板前・純（鉄夫の子分）：畠山麦[注 1]
- 石田先生：信欣三
  - 鉄夫の恩師。
- 石田恵子：宇津宮雅代
  - 石田先生の娘。鉄夫が密かに思いを寄せている。
- 光子：宇津宮雅代（二役）
  - 鉄夫の行きつけの飲み屋の仲居。
- 君子：林寛子
- スケバン・栄子：浅野真弓
- 河田：河原崎建三
  - 鉄夫の学生時代の同窓生。第14話で恵子と結婚。
- 藤井吉五郎：小栗一也
  - 料亭「藤吉」の主人。まゆみの父。
- 藤井まゆみ：結城しのぶ（第17話、第23話ゲスト）
- 老ヤクザ・房吉：近衛十四郎
  - 第11話ゲスト。洋一郎を見た時に「20年以上前に別れた息子にそっくりだ。自分の息子に間違いない」と話す。
- 伊東四朗（第13話ゲスト）
- ハナ肇（第22話ゲスト）
- 朝子：山口奈美
  - 第24話ゲスト。実は洋一郎の元妻で、マリ子を連れて行った後「マリ子の母親だ。ちゃんと預かっている」と洋一郎の元に電話をしてくる。

## 主題歌
- 山下成司『とおり雨』（作詞：塚原将 / 作曲：山下成司 / 編曲：星勝、小野崎孝輔）

## 放映リスト
| 話数 | 放送日        | サブタイトル             | 脚本     | 演出       |
| ---- | ------------- | ------------------------ | -------- | ---------- |
| 1    | 1976年4月16日 | バカにつける薬があった！ | 布勢博一 | 波多腰晋二 |
| 2    | 1976年4月23日 | あの親父にして、この伜   | 松原敏春 | 波多腰晋二 |
| 3    | 1976年4月30日 | びしょ濡れの兄弟仁義?!   | 森﨑東   | 波多腰晋二 |
| 4    | 1976年5月7日  | ダメ亭主が夜空に吠えた！ | 松原敏春 | 矢野義幸   |
| 5    | 1976年5月14日 | こんな生活ってもういや！ | 田上雄   | 矢野義幸   |
| 6    | 1976年5月21日 | こんにちは赤ちゃん?!     | 布勢博一 | 新沢浩     |
| 7    | 1976年5月28日 | 男は再び勝負する！       | 松原敏春 | 波多腰晋二 |
| 8    | 1976年6月4日  | 母ちゃん許せよかんべんな | 布勢博一 | 波多腰晋二 |
| 9    | 1976年6月11日 | 屋台より愛をこめて       | 田上雄   | 矢野義幸   |
| 10   | 1976年6月18日 | 男はやっぱりつらかった!! | 松原敏春 | 矢野義幸   |
| 11   | 1976年6月25日 | しがない親父の子守唄     | 布勢博一 | 新沢浩     |
| 12   | 1976年7月2日  | あたいの父さん誰なのさ？ | 田上雄   | 新沢浩     |
| 13   | 1976年7月9日  | 金を払えばスターになれる | 松原敏春 | 波多腰晋二 |
| 14   | 1976年7月16日 | 結婚結構、オレ不幸！     | 松原敏春 | 波多腰晋二 |
| 15   | 1976年7月23日 | 父よあなたは邪魔だった?! | 布勢博一 | 矢野義幸   |
| 16   | 1976年7月30日 | 自信なくした大地震!!     | 森崎東   | 矢野義幸   |
| 17   | 1976年8月6日  | 養子の口に御用心?!       | 松原敏春 | 新沢浩     |
| 18   | 1976年8月13日 | とんだガン違い?!         | 布勢博一 | 矢野義幸   |
| 19   | 1976年8月20日 | エッあの娘が結婚サギ師？ | 田上雄   | 波多腰晋二 |
| 20   | 1976年8月27日 | 兄貴の知らない愛の傘？   | 森崎東   | 新沢浩     |
| 21   | 1976年9月3日  | 女ごころがワカルカナ？   | 布勢博一 | 波多腰晋二 |
| 22   | 1976年9月10日 | 妻が本気で稼ぐとき       | 松原敏春 | 波多腰晋二 |
| 23   | 1976年9月17日 | 激突!!息子奪い合い?!     | 布勢博一 | 新沢浩     |
| 24   | 1976年9月24日 | めんどりとヒヨコの対決!! | 森崎東   | 新沢浩     |
| 25   | 1976年10月1日 | 知らぬはお袋ばかりなり？ | 松原敏春 | 矢野義幸   |
| 26   | 1976年10月8日 | 逆転！嫁取り大作戦!!     | 布勢博一 | 波多腰晋二 |